# De zenuwpees
De zenuwpees is een single van André van Duin uit 1972. Het nummer is afkomstig van zijn album André van Duin.
De zenuwpees is een cover van het lied I'm Nervous, geschreven door Willie Dixon, die het in 1959 opnam voor zijn debuutalbum Willie’s blues. Het verscheen toen voorts op single. Van Duin schreef er zelf de Nederlandse tekst bij. Zowel Dixon als Van Duin stotteren/spreken meer dan dat ze zingen. De B-kant Maar voor de rest gaat alles goed werd geschreven door Tony van Verre.
De Zenuwpees kwam niet verder dan de tipparades.